# Bill Heath (cầu thủ bóng đá)
William Henry Mansell Heath (sinh ngày 15 tháng 4 năm 1934) là một cựu cầu thủ bóng đá người Anh có 118 lần ra sân ở Football League thi đấu ở vị trí thủ môn cho Bournemouth & Boscombe Athletic và Lincoln City. Ông chuyển đến bóng đá non-league cùng với Cambridge City, nơi ông giành chức vô địch Southern League trong mùa giải 1962–63, và sau đó trở thành cầu thủ-huấn luyện viên của Newmarket Town.